# Caba
Caba là một đô thị hạng 4 ở tỉnh La Union, Philippines. Theo điều tra dân số năm 2015, đô thị này có dân số 22.039 người trong.

## Các đơn vị hành chính
Caba được chia ra 17 barangay.
| - Bautista - Gana - Juan Cartas - Las-ud - Liquicia - Poblacion Norte | - Poblacion Sur - San Carlos - San Cornelio - San Fermin - San Gregorio - San Jose | - Santiago Norte - Santiago Sur - Sobredillo - Urayong - Wenceslao |